# Босиком по парку (фильм)
«Босиком по парку» (англ. Barefoot in the Park) — американская кинокомедия режиссёра Джина Сэкса, созданная в 1967 году по одноимённой пьесе Нила Саймона. С участием Джейн Фонды и Роберта Редфорда.
Сценаристом картины выступил Нил Саймон.
Главные роли исполнили: Роберт Редфорд, Милдред Нэтвик и Джейн Фонда.

## Сюжет
Молодая супружеская пара Браттеров переезжает в квартиру на пятом этаже, под самым чердаком. Супруги совершенно не совпадают характерами. Кори ищет перемен и новых впечатлений. Пол, наоборот, консервативен и всегда следует своим сложившимся привычкам. Мать Кори Этель чувствует себя одинокой после того, как её покинула дочь, поэтому Кори очень беспокоится о ней. Из самых лучших намерений Кори устраивает ужин в ресторане, на который, кроме Пола, приглашает Этель и их нового соседа Виктора. Вечер заканчивается не особенно удачно. Всё в итоге приводит к размолвке супругов, и Кори пытается выгнать Пола из дома.
Пока он покидает жилище, выясняется, что Этель не ночевала дома, хотя это совершенно не в её характере. Оказывается, она провела ночь с Виктором, и они явно поладили. Пол, забрав вещи и бутылку виски, уходит из дому. Кори, одумавшись, бросается его искать. Наконец находит его — совершенно пьяным и гуляющим босиком в парке. Она приводит мужа домой, но тот с горя забирается на крышу и едва не падает вниз. Кори героически забирается на крышу и, пройдя по карнизу, спасает Пола. Супруги мирятся.

## В ролях
- Роберт Редфорд — Пол Браттер
- Джейн Фонда — Кори Браттер
- Шарль Буайе — Виктор Веласко
- Милдред Нэтвик — Этель Бэнкс
- Херб Эдельман — Гарри Пеппер
- Мэйбл Альбертсон — Гарриэт
- Фриц Фельд — хозяин ресторана
- Джеймс Ф. Стоун — курьер
- Тед Хартли — Фрэнк

## Критика
На сайте Rotten Tomatoes фильм имеет рейтинг 83%, основанный на 24 рецензиях критиков, со средним баллом 6,8 из 10. Критический консенсус сайта гласит: «Фильм может показаться некоторым современным зрителям устаревшим, но чем меньше современности в картине, тем больше шипучей химии между главными звёздами фильма».
Босли Краузер из The New York Times писал: «Если вы любите романтический фарс — старомодный романтический фарс, наполненный несоответствиями и шутками, то вам обязательно понравится фильм «Босиком по парку».
В Variety написали о картине: «очень интересный комедийный рассказ о молодом браке».
Чарльз Чамплин из Los Angeles Times заявил: «Глянцевая комедия с низкой плотностью требует особого отношения, и Роберт Редфорд, и Джейн Фонда играют с тонким, ловким обаянием. Например, после того как вы съели суфле, вы можете вскоре проголодаться и захотеть съесть что-то более существенное, но пока вы наслаждаетесь десертом — он очень вкусный».

## Достижения

### Номинации
- Премия «Оскар» в категории «Лучшая женская роль второго плана» — Милдред Нэтвик[6]
- Премия BAFTA в категории «Лучшая иностранная актриса» — Джейн Фонда[7]
- Премия Гильдии сценаристов США в категории «Лучший сценарий американской комедии» — Нил Саймон[8][уточнить]